# Herb gminy Żółkiewka
Herb gminy Żółkiewka – symbol gminy Żółkiewka.

## Wygląd i symbolika
Herb przedstawia na tarczy w polu błękitnym srebrną podkowę z dwoma krzyżami kawalerskimi: zaćwieczonym na barku i w środku podkowy. Jest to herb Lubicz rodu Żółkiewskich, którym posługiwali się właściciele Żółkiewki (jako miasto nigdy nie posiadała własnego herbu).